# Olga Escalante
Olga Escalante, född 26 september 1962, är en friidrottare från Colombia. Hon deltog vid olympiska sommarspelen 1988.